# Capilla de Santa María de la Salud (Pamplona)
La capilla de Santa María de la Salud o capilla del Hospital de Navarra es un templo religioso situado dentro del Complejo Hospitalario de Navarra en la capital de dicha comunidad, Pamplona.

## Historia
María Concepción Benítez Ruiz (1831-1914) nacida en México y residente en París, asesorada por el sacerdote Manuel Fernández de Barrena, se decide a construir un hospital en Pamplona teniendo como modelo a los mejores recintos europeos con pabellones rodeados por jardines; zonas separadadas por sexos y enfermedades y espacio amplios y luminosos.
Por escritura ante notario Polonio Escolá cedió graturitamente a Concepción Benítez los terrenos del Soto de Barañáin, en ese terreno, con 137.537 m² donados por el Ayuntamiento y otros 137.537 m² que Concepción adquirió a particulares comenzaron las obras. El proyecto, con 29 pabellones, es diseñado por el arquitecto bilbaíno Enrique Epalza con la asistencia en cuestiones médicas del doctor Antonio Simonena, todo costeado por la dama mexicana, aunque con una mala gestión económica que perjudicaron las finanzas de la donante. En 1911 se suspenden las obras cuando se habían terminado 6 de los 29 pabellones proyectados del hospital, además de la capilla.
A finales de 1912 Concepción Benítez cede los terrenos al Ayuntamiento de Pamplona, tras rechazarlo la Diputación Foral de Navarra, y el 24 de diciembre el pleno municipal acepta la oferta que se formaliza mediante escritura el 19 de enero de 1913.
Fue inaugurado el 31 de enero de 1913. La capilla tuvo un coste de 200.000 pesetas.
Desde el 31 de enero de 2013, con ocasión del centenario, la capilla está bajo la advocación de Santa María de la Salud.

## Descripción
El edificio responde a un diseño realizado por Epalza, donde mezcla los estilos neorrománico y neobizantino. La solución está formada por una nave central, con cabecera recta con unas vidrieras decoradas, representando en las superiores a San Fermín, San Francisco Javier y Santa María la Real. En las inferiores, en el presbiterio, se ven varios escudos y emblemas, presidiendo el espacio un crucifijo colgando sobre el altar.
En la decoración interior destacan las tumbas de los benefactores y fundadores, Nicanor Beistegui y Concepción Benítez, dispuestas a los pies del altar mayor en la nave central obra del escultor catalán Josep Llimona que también elabora las laterales, pensadas para los descendientes del matrimonio benefactor.

### San Miguel de Aralar
Desde el 4 de noviembre de 2016, gracias a una donación económica, se encargó al escultor de Joseba Lekuona una talla a escala, en piedra oscura de Calatorao (Zaragoza), de la efigie de San Miguel de Aralar. La reproducción tiene unas dimensiones de 1,57 cm de altura por 63 cm de anchura y 150 kg de peso. Preside la hornacina sobre la Puerta de la Fe del templo.

## Galería de imágenes

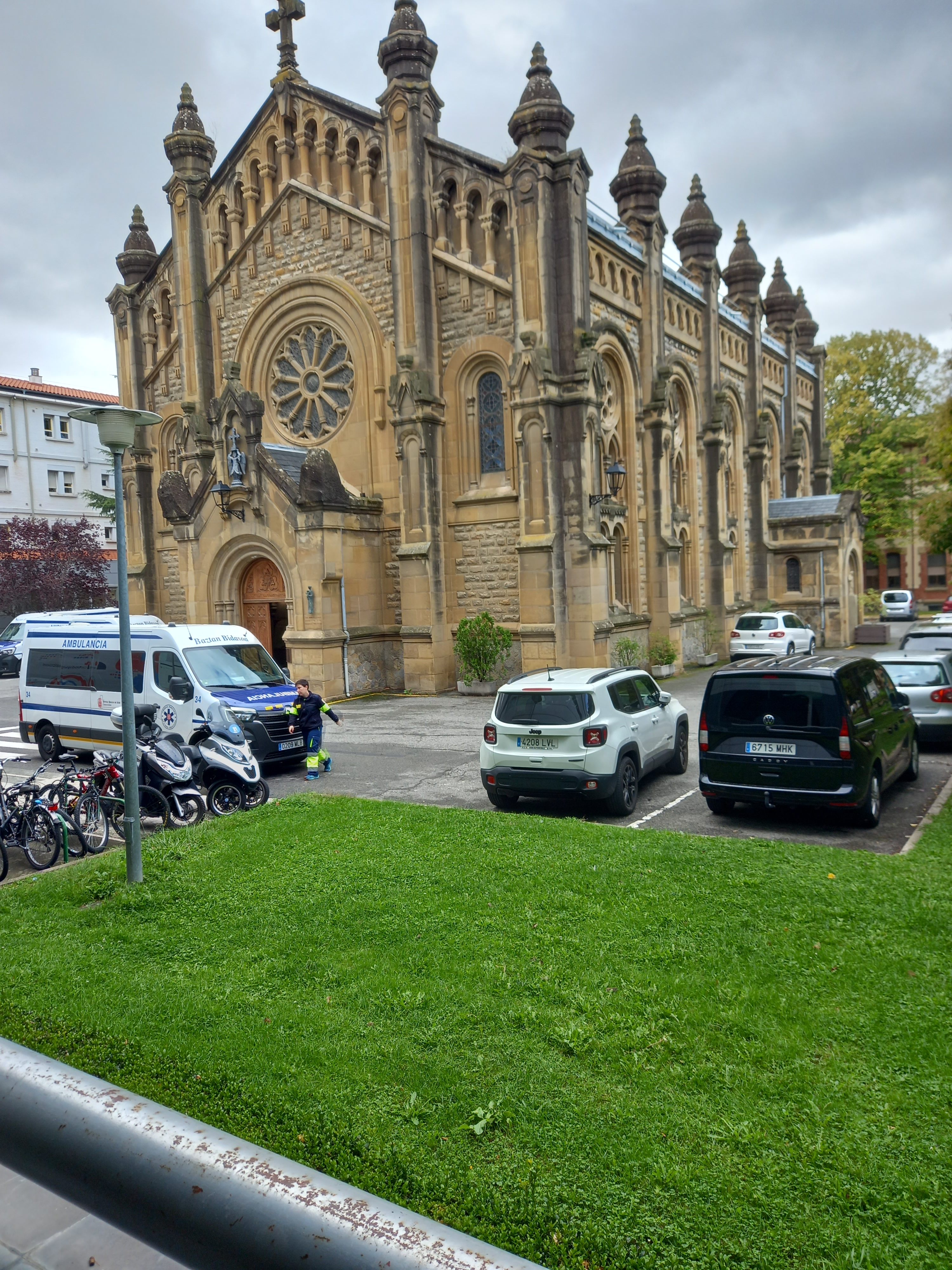
Visión del templo desde el sur
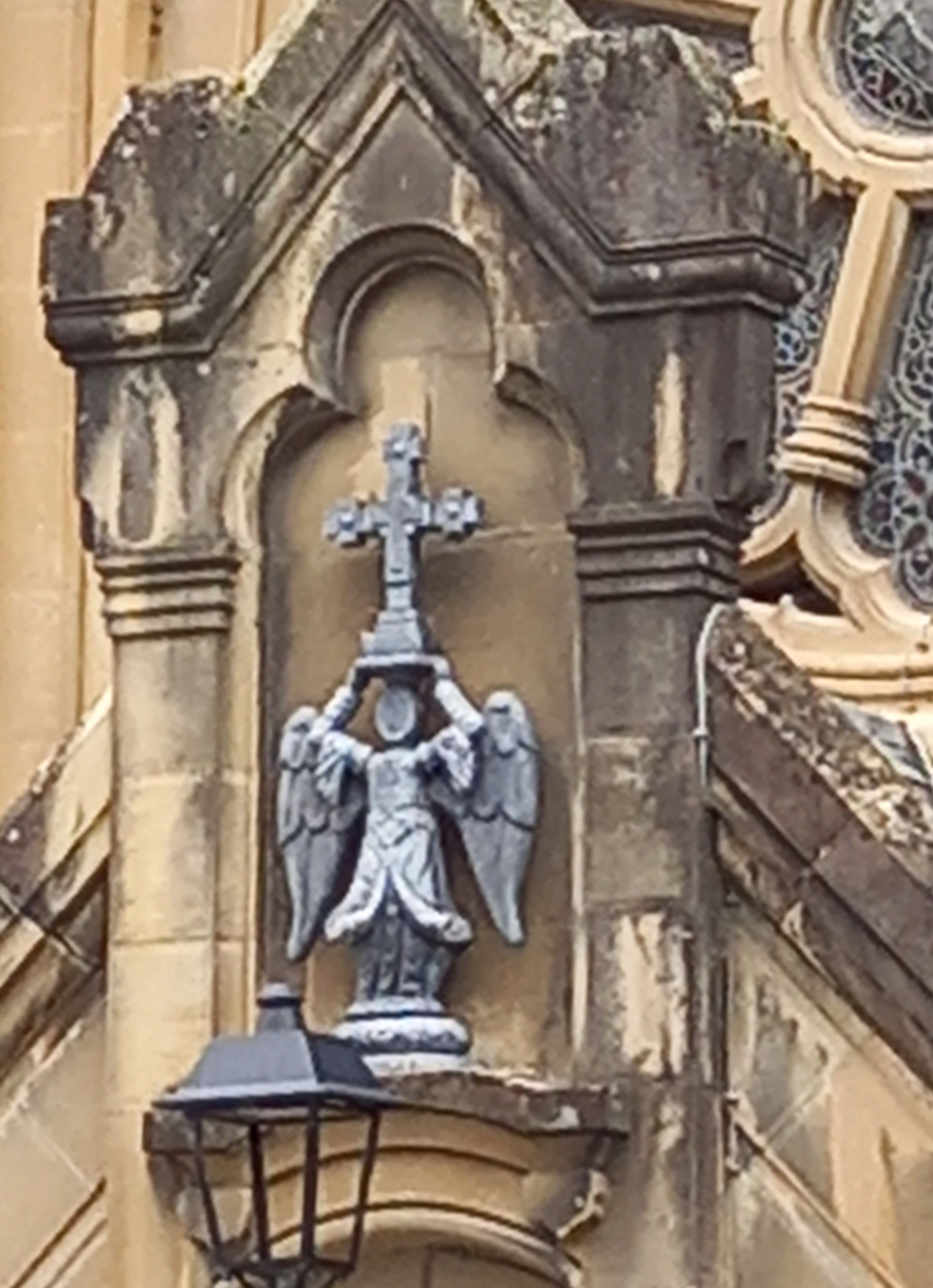
Imagen de San Miguel, en la portada del templo
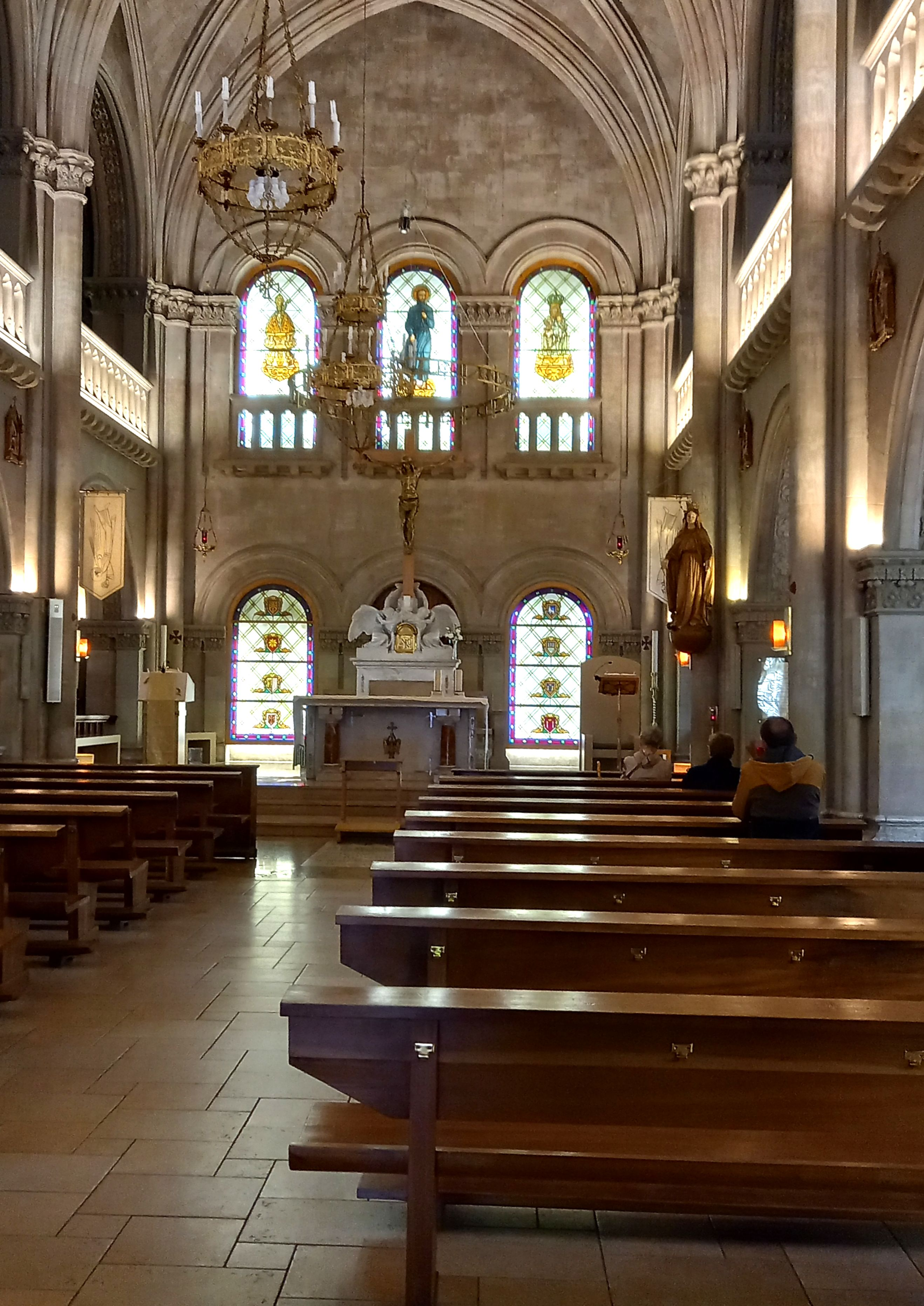
Nave principal del templo
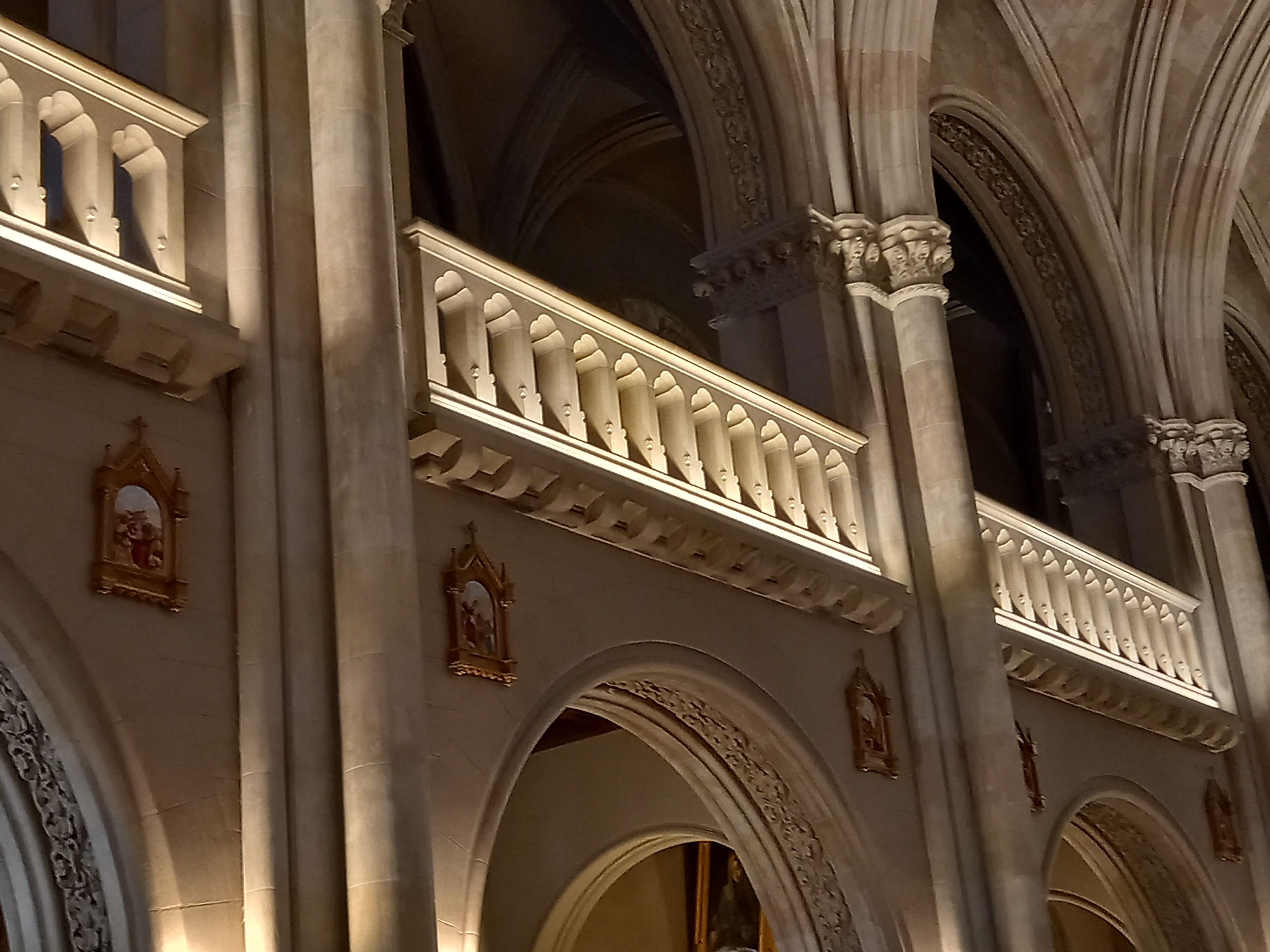
Galería sobre las naves laterales